# Adama Barrow
Adama Barrow (sinh ngày 16 tháng 2 năm 1965) là Tổng thống đương nhiệm của Gambia, sau khi thắng cuộc bầu cử tổng thống năm 2016. Ông là một thành viên của Dân chủ Thống nhất. Trước khi chiến dịch tranh cử của mình, ông là người quản lý quỹ của Đảng Dân chủ Thống nhất và điều hành một công ty bất động sản. Ông thành lập công ty bất động sản Majum, vào năm 2006 sau khi trở về từ các nghiên cứu tại London, Anh.

## Thời trẻ
Barrow được sinh ra tại Mankamang Kunda, một ngôi làng nhỏ gần Jimara Basse. Ban đầu ông theo học trường tiểu học địa phương Koba Kunda và sau đó trường trung học Crab Island ở Banjul trước khi nhận được một học bổng học Trường Trung học Hồi giáo. Sau khi tốt nghiệp, ông làm việc cho Alhagie Musa & Sons và tăng qua các chức vụ cho đến khi ông trở thành giám đốc bán hàng. Sau đó Barrow chuyển đến London vào đầu những năm 2000, nơi ông nghiên cứu và nhận một văn bằng bất động sản, trong khi làm việc như một người bảo vệ an ninh tại một cửa hàng bách hóa Argos để kiếm tiền thêm cho các nghiên cứu của ông.
Barrow trở lại Gambia sau khi tốt nghiệp. Năm 2006, ông thành lập công ty bất động sản Majum và kể từ đó đã làm giám đốc điều hành của công ty.

## Sự nghiệp chính trị
Trong năm 2016, Barrow đã được lựa chọn bởi một liên minh bảy Đảng đối lập làm ứng cử viên ủng hộ của họ đối với cuộc bầu cử tổng thống Gambia năm 2016. Trước khi trở thành một ứng cử viên cho chức tổng thống, Barrow trước đây chưa từng được tổ chức bất kỳ văn phòng chính trị. Ông đã từng là thủ quỹ của UDP. Ông đã đánh bại đương nhiệm lâu dài, Yahya Jammeh, trong sự bất ngờ. Ông sẽ tuyên thệ nhậm chức trong khoảng sáu mươi ngày, kể từ cuộc bầu cử của mình, một sự kiện sẽ đánh dấu sự thay đổi của đất nước đầu tiên của nhiệm kỳ tổng thống trong 22 năm và sự thay đổi của nó đầu tiên của nhiệm kỳ tổng thống của phương tiện dân chủ kể từ khi độc lập từ Anh vào năm 1965. Jammeh ban đầu cho thấy sẽ bàn giao quyền lực, nhưng ngày sau đó nói rằng ông từ chối kết quả bầu cử.
Barrow đã kêu gọi Yahya Jammeh từ bỏ quyền lực một cách hòa bình. Vị tổng thống thất cử đã từ chối chấp nhận kết quả bầu cử, khi ông đã nộp đơn kiện về việc thất cử của mình lên Tòa án tối cao. Jammeh cũng đã tuyên bố sẽ tiếp tục nắm quyền, cho đến khi quyết định của tòa án, dự kiến sẽ có vào tháng Năm.
Ông đã hứa sẽ đưa Gambia trở lại thành thành viên của Khối thịnh vượng chung và thẩm quyền của Tòa án Hình sự Quốc tế. Ông cũng hứa sẽ cải cách các lực lượng an ninh, gợi ý rằng các lực lượng này nên "xa cách chính trị"
.
Barrow đã nói rằng, nếu được bầu, ông sẽ thành lập một chính phủ chuyển tiếp tạm thời hình thành của các thành viên liên minh đối lập và sẽ từ chức trong vòng ba năm.
Vào tháng 11 năm 2021, Adama Barrow tuyên bố ứng cử tổng thống năm 2024.

## Đời tư
Barrow có hai người vợ và năm đứa con. Ông là một người Hồi giáo mộ đạo, người nói rằng đức tin hướng dẫn cuộc sống và chính trị của mình, và thường gọi tên Allah trong bài phát biểu của mình.
Ông ủng hộ đội bóng đá Anh Arsenal..
Habibu Barrow, con trai tám tuổi của ông, đã chết sau khi bị chó cắn ngày 15 tháng 1 năm 2017. Barrow không thể tham dự đám tang của con trai mình do ở trong Senegal vì lý do an ninh, theo khuyến cáo ECOWAS.
Ông đã được ghi nhận là một thành viên của nhóm dân tộc Fula, mà Đảng Dân chủ Thống nhất (UDP) cho biết là nhóm dân tộc lớn thứ hai tại Gambia (sau người Mandinka). Ông cũng được ghi nhận là người Mandinka, dựa vào nguồn gốc của cha ông, nhưng ông có quan hệ nhiều hơn với người Fula về xã hội và văn hóa, với cha người Mandinka và mẹ người Fula. Ông lớn lên nói tiếng Fula tại một ngôi làng và huyện mà chủ yếu là dân Fula, và cả hai người vợ của ông là người Fula.